# علم بيئة الحرائق

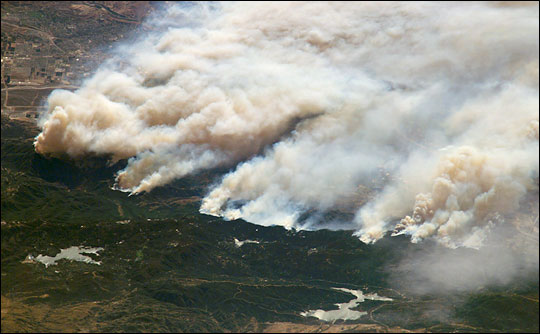
الحرائق مشتعلة في جبال سان بيرناردينو (الصورة ملتقطة من محطة الفضاء الدولية).

علم بيئة الحرائق، وهو نظام علمي يتعلق بالعمليات الطبيعية التي تنطوي على وجود الحرائق في النظام البيئي والآثار البيئية والتفاعلات الحاصلة بين النار والمكونات اللا أحيائية والحيوية للنظام البيئي ودورها كونها تشكل عمليات النظام البيئي. تطورت العديد من النظم البيئية، وخاصة البراري والسافانا والغابات الحرشية وغابات المخروطيات عبر نشوب الحرائق بوصفها مساهمًا رئيسيًا في حيوية المَواطن وتجديدها. يحتاج العديد من الأنواع النباتية في البيئات المتأثرة بالحرائق إلى إنبات أو إنشاء أو تكاثر. إن مكافحة الحرائق لا تلغي فقط هذه الأنواع، بل الحيوانات التي تعتمد عليها في العيش أيضًا. شكّل «تاريخ قمع الحرائق في الولايات المتحدة» رأيًا عامًا فحواه أن حرائق الغابات تضر الطبيعة دائمًا. تستند هذه النظرة إلى الاعتقاد القديم أن النظم البيئية تتقدم نحو التوازن وأي اضطراب يحصل مثل الحريق يعطل تناغم الطبيعة.
أظهرت الأبحاث البيئية الأكثر حداثة أن الحرائق هي جزء لا يتجزأ من وظيفة العديد من المَواطن الطبيعية وتنوعها الحيوي، وأن الكائنات الحية التي تعيش داخل هذه المجتمعات قد تكيفت لتقاوم، بل ولتستغل الحرائق الطبيعية. يعتبر الحريق الآن بصورة أعم أنه «اضطراب طبيعي» يدفع بتطور الأنواع ويتحكم بخصائص النظم البيئية، على غرار الفيضانات وعواصف الرياح والانهيارات الأرضية. قد يكون لمكافحة الحرائق بالتضافر مع التغييرات البيئية الأخرى التي يسببها الإنسان؛ عواقب غير متوقعة على النظم البيئية الطبيعية. ألقي اللوم على بعض حرائق الغابات الكبيرة التي حدثت في الولايات المتحدة؛ في كونها السبب في سنين من إخماد الحرائق والتوسع المستمر للناس داخل النظم البيئية المتكيفة مع الحرائق، علمًا أن الاحتباس الحراري قد يكون مسؤولًا عن هذا الأمر أيضًا. يواجه مالكو الأرضي أسئلة صعبة في ما يتعلق بكيفية استعادة نظام الحرائق الطبيعية، علمًا أن السماح بحدوث حرائق الغابات هو الأقل كلفة والأكثر فعالية على الأرجح لإتمام الأمر.

## مكونات الحرائق
يصف نظام الحرائق خصائص النار وكيفية تفاعلها مع نظام بيئي معين. يستخدم علماء البيئة مصطلح «الشدة» للإشارة إلى درجة تأثير الحريق على النظام البيئي، إذ يمكن لعلماء البيئة تحديد تلك الشدة بعدة طرق؛ ويعتبر تقدير معدل الوفيات النباتية هو أحدها. تضرم الحرائق وفق ثلاثة مستويات، الحرائق الأرضية التي تضرم من خلال التربة الغنية بالمواد العضوية، والحرائق السطحية التي تضرم من خلال المواد النباتية الميتة الملقاة على الأرض، وحرائق التاج التي تضرم في قمم الأشجار والشجيرات. تختبر النظم البيئية مزيجًا من المستويات الثلاثة.
تندلع حرائق الغابات في الغالب خلال موسم الجفاف، علمًا أنها قد تحدث بشكل شائع في بعض المناطق خلال وقت من السنة يكون فيه البرق سائدًا.
يعتبر تكرار الحرائق على مر السنين في موقع معين مقياسًا للدلالة على حرائق الغابات الشائعة التي تحدث في نظام بيئي معين، بل ويعرف هذا التكرار بأنه متوسط الفترة الفاصلة بين الحرائق التي تحدث في موقع معين، أو متوسط الفترة الفاصلة بين الحرائق التي تحدث في منطقة محددة مماثلة.
يعرف الحريق بأنه الطاقة المنبعثة من كل وحدة طول لخط النيران (كيلو واط متر-1)، وتقدر شدته حسب
- الإنتاج
  - معدل الانتشار الخطي (متر.ثانية-1).
  - حرارة الاحتراق المنخفضة (كيلوجول.كيلوغرام-1).
  - وكتلة الوقود المحترقة لكل وحدة مساحة.
- أو يقدر بحسب طول اللهب.[7]

## الاستجابات اللا أحيائية
يمكن أن تؤثر الحرائق على التربة من خلال عمليات التدفئة والاحتراق، إذ تحدث تأثيرات مختلفة نتيجة لتغير درجات حرارة التربة التي تسببها عمليات الاحتراق، مثل تبخر الماء في درجات حرارة منخفضة واحتراق المادة العضوية الترابية وتشكيل المادة العضوية المنتجة للحرارة؛ المعروفة باسم الفحم النباتي. يمكن أن تتسبب الحرائق بحدوث تغييرات في نوعية مغذيات التربة من خلال مجموعة متنوعة من الآليات، بما في ذلك الأكسدة والتطاير والتآكل وارتشاح المياه، علمًا أنه يجب أن يجري الحدث في درجات حرارة عالية كي يحصل فقد كبير في المغذيات.
تزداد كمية المغذيات المتاحة في التربة مع ذلك بسبب الرماد الناتج الذي يتاح بسرعة، على عكس الإطلاق البطيء للعناصر المغذية عن طريق التحلل. تؤدي تشظية الصخور (أو التقشير الحراري) إلى تسريع عملية تجوية الصخور وربما إطلاق بعض العناصر الغذائية. تلاحظ عادة زيادة في درجة الأس الهيدروجيني للتربة بعد نشوب الحريق، ويرجع ذلك على الأرجح إلى تكوين كربونات الكالسيوم، والتحلل اللاحق لكربونات الكالسيوم إلى أكسيد الكالسيوم عندما ترتفع درجة الحرارة، أو قد يكون بسبب زيادة محتوى الأيونات الموجبة في التربة بسبب وجود الرماد الذي يعمل على زيادة درجة الأس الهيدروجيني للتربة بشكل مؤقت.
قد يزيد النشاط الميكروبي في التربة أيضًا بسبب تسخينها وزيادة محتوى المغذيات فيها، علمًا أن الدراسات وجدت فقدًا كاملًا للميكروبات في الطبقة العليا من التربة بعد حدوث الحريق. تصبح التربة أكثر قلوية (درجة أعلى للأس الهيدروجيني) بعد الحرائق نتيجة لاحتراق الحمض. يمكن للحريق أن يغير نسيج التربة وهيكلها من خلال التفاعلات الكيميائية الجديدة في ظل درجات الحرارة العالية، إذ يؤثر على المحتوى الرملي ومسامية التربة.
يمكن أن تسبب إزالة الغطاء النباتي بعد الحريق العديد من الآثار على التربة، مثل زيادة درجات حرارة التربة خلال النهار نتيجة لزيادة تعرضها للإشعاع الشمسي على سطحها، وزيادة التبريد نتيجة لفقدان حرارة الإشعاع الشمسي في الليل. تؤدي قلة الأوراق المعترضة إلى وصول المزيد من الأمطار إلى سطح التربة، إذ تزداد كمية المحتوى المائي في التربة نتيجة لوجود عدد أقل من النباتات لامتصاص الماء، وقد يرى بالرغم من ذلك أن الرماد قد يكون طاردًا للماء عندما يجف، وبالتالي قد لا يزداد محتوى الماء ويتوافر بشكل فعلي.

## الاستجابات والتكيفات الحيوية

### هيجان الحريق
تميل أنواع النباتات التي تتعرض لهيجان الحريق إلى أن تكون قابلة للاشتعال بشدة، وتدمر بالكامل عند تعرضها للحريق، وقد تتلاشى بعض هذه النباتات وبذورها ببساطة من المجتمع النباتي بعد حدوث الحريق؛ بينما تكيفت بعض النباتات لضمان استمرار سلالتها في الجيل القادم. 

### تحمل الحريق
تستطيع النباتات المتحملة للحريق أن تصمد في درجات حرارة الاحتراق وتستمر في النمو على الرغم من الأضرار الناجمة عن الحريق. وقد بين علماء البيئة أن بعض أنواع هذه النباتات المتحملة تخزن طاقة إضافية في جذورها تساعدها في التعافي وإعادة النمو بعد تعرضها للحريق.
تبدأ شجرة الصمغ الرمادي على سبيل المثال بعد حرائق الغابات في أستراليا بإنتاج مجموعة من براعم الأوراق من قاعدة الشجرة على طول الجذع ونحو الأعلى، ما يجعلها تبدو وكأنها عصا سوداء مغطاة بالكامل بأوراق خضراء غضة.

### مقاومة الحريق
تعاني النباتات المقاومة للحريق من أضرار طفيفة خلال نشوب نظام الحريق المحدد، وتشمل هذه النباتات على الأشجار الكبيرة التي تكون أجزائها الكبيرة القابلة للاشتعال عالية بالنسبة لمستوى سطح الحريق. يعد صنوبر بوندروسا الناضج مثالًا على نوع الأشجار التي لا تعاني فعليًا من تضرر تيجانها في ظل نظام الحريق المعتدل بشكل طبيعي، وذلك لأنها تلقي فروعها السفلية والضعيفة أثناء نضوجها.